# La Famada
La Famada és una obra de la Vall d'en Bas (Garrotxa) protegida com a bé cultural d'interès local.

## Descripció
És una masia coberta amb teulada a dues vessants. Si bé es conserva l'estructura de la façana principal on hi ha una volta que conforma un pont que fa un replà davant l'entrada a la que s'accedeix mitjançant graons de pedra, la data de la llinda "1794", no és la de la casa sinó que va ser agafada d'un altre mas. A sota la casa hi ha unes quadres. A la part dreta i posterior de l'edifici cal destacar dues finestres. A la façana de la banda dreta hi ha un portal tapiat amb una gran llinda de pedra treballada en alt relleu.

## Història
El nom de la casa ve del nom dels amos. Hi ha elements que ens remunten al segle xv, tot i que la primera edificació podria ser més antiga. La manca d'arxiu municipal no possibilita tenir més dades.